# Paranerita columbiana
Paranerita columbiana är en fjärilsart som beskrevs av M.Gaede 1928. Paranerita columbiana ingår i släktet Paranerita och familjen björnspinnare. Inga underarter finns listade i Catalogue of Life.